# Molina (Familienname)
Molina ist ein Familienname.

## Herkunft und Bedeutung
Der Name bedeutet aus dem Lateinischen übersetzt „Mühle“. Weite Verbreitung findet er im spanischen Sprachraum.

## Namensträger

### A
- Adolfo Molina Orantes (1915–1980), guatemaltekischer Universitätsprofessor und Außenminister
- Adrian Molina (* 1985), US-amerikanischer Drehbuchautor
- Alfio Molina (* 1948), Schweizer Eishockeyspieler
- Alfred Molina (* 1953), britisch-US-amerikanischer Schauspieler
- Álvaro Escobar-Molina (* 1943), kolumbianischer Schriftsteller
- Ángela Molina (* 1955), spanische Schauspielerin
- Antonio Molina (Oberst) (* um 1585; † nach 29. Dezember 1650), Schweizer Politiker und Militär
- Antonio Molina (1928–1992), spanischer Flamenco-Sänger und Schauspieler
- Antonio Muñoz Molina (* 1956), spanischer Schriftsteller
- Antonio Tejero Molina (* 1932), spanischer Offizier, siehe Antonio Tejero
- Antonio Vilaplana Molina (1926–2010), spanischer Geistlicher und Theologe, Bischof von León
- Arturo Armando Molina (1927–2021), Politiker und Militär aus El Salvador, Staatspräsident 1972 bis 1977
- Atanasio Molina (* 1995), Schweizer Eishockeyspieler

### B
- Bayron Molina (* 1993), honduranischer Boxer, Olympiateilnehmer
- Bengie Molina (* 1974), puerto-ricanischer Baseballspieler

### C
- Camille Lopez-Molina, philippinische Sängerin
- Carlos Molina Cosano (* 1991), spanischer Handballspieler
- Carlos Amado Molina (* 1983), mexikanischer Boxer
- Catalina Molina (* 1984), österreichische Filmregisseurin und Drehbuchautorin
- Cristián Contreras Molina (* 1946), chilenischer Geistlicher, Bischof von San Felipe

### D
- Daniela Molina (* 1985), deutsche Synchronsprecherin

### E
- Eleuterio Ramírez Molina (1837–1879), chilenischer Militär und Nationalheld

- Enrique Molina (Autor) (1910–1997), argentinischer Dichter und Maler
- Enrique Molina (Radsportler) (1919–1998), argentinischer Radrennfahrer
- Enrique Molina (Schauspieler) (1943–2021), kubanischer Schauspieler und Regisseur
- Enrique Molina (Leichtathlet) (* 1968), spanischer Langstreckenläufer
- Eric Molina (* 1982), US-amerikanischer Boxer

### F
- Fabian Molina (* 1990), Schweizer Politiker (SP)
- Fernando González Molina (* 1975), spanischer Filmregisseur
- Florencio Molina Campos (1891–1959), argentinischer Illustrator und Maler
- Francesc Daniel Molina i Casamajó (1812–1867), katalanischer Architekt
- Francisco Molina (Fußballspieler) (1930–2018), chilenischer Fußballspieler
- Francisco de los Cobos y Molina († 1547), spanischer Staatssekretär
- Francisco Escalante Molina (* 1965), venezolanischer Erzbischof, Diplomat des Heiligen Stuhls

### G
- Giuseppe Molina (1931–2014), italienischer Tischtennisspieler
- Gonzalo Molina (* 1995), argentinischer Radrennfahrer

### H
- Héctor García-Molina (1953–2019), US-amerikanischer Informatiker

### I
- Ismael Borrero Molina (* 1992), kubanischer Ringer
- Iván Molina (* 1946), kolumbianischer Tennisspieler

### J
- Jacinto Molina, Geburtsname von Paul Naschy (1934–2009), spanischer Schauspieler
- Jason Molina (1973–2013), US-amerikanischer Musiker
- Javier Molina (* 1990), US-amerikanischer Boxer
- Javier Molina (Cundi) (1868–1956), spanischer Flamencogitarrist, Bruder von Antonio Molina
- Jesús Molina (* 1988), mexikanischer Fußballspieler
- Jesús Ruiz Molina (* 1959), spanischer Ordensgeistlicher, Bischof von Mbaiki
- Jhonatan Molina (* 2003), peruanischer Langstreckenläufer
- John Molina (* 1982), US-amerikanischer Boxer
- John John Molina (* 1965), puerto-ricanischer Boxer
- Jorge Molina (Sportschütze) (* 1956), kolumbianischer Sportschütze
- Jorge Molina (Ruderer) (* 1956), argentinischer Ruderer
- Jorge Molina (Schauspieler), Schauspieler
- Jorge Molina (Fußballspieler, 1982) (* 1982), spanischer Fußballspieler
- Jorge Molina (Fußballspieler, 1988) (* 1988), peruanischer Fußballspieler
- Jorge Alberto Molina (* 1956), salvadorianischer Militär
- Jorge Molina Enríquez (* 1966), kubanischer Schauspieler und Filmdirektor
- Jorge Molina Valdivieso (* 1932), chilenischer Politiker
- José Molina (Leichtathlet), spanischer Langstreckenläufer
- José Molina (Baseballspieler) (* 1975), puerto-ricanischer Baseballspieler
- José Antonio Molina Miniño (* 1960), dominikanischer Dirigent, Pianist und Komponist
- José Antonio Molina Gómez (* 1972), spanischer Althistoriker
- José Francisco Molina (* 1970), spanischer Fußballspieler
- José Luis Molina Porras, mexikanischer Fußballspieler
- José Rafael Molina Ureña (1921–2000), dominikanischer Politiker
- José María Guerrero de Arcos y Molina (1799–1853), zentralamerikanischer Politiker
- Juan Molina (Radsportler) (* 1948), salvadorianischer Radsportler
- Juan Molina (Boxer) (* 1965), puerto-ricanischer Boxer
- Juan Francisco de Molina (1810–nach 1839), honduranischer Politiker, Präsident 1839
- Juan Ignacio Molina (1740–1829), chilenischer Priester und Naturforscher
- Juan Manuel Molina (* 1979), spanischer Leichtathlet
- Juana Molina (* 1961), argentinische Singer-Songwriterin
- Julián Molina (* 1993), argentinischer Leichtathlet

### L
- Laura Molina (* 1988), spanische Badmintonspielerin
- Luis Molina (Schauspieler), Schauspieler
- Luis Molina (Boxer) (1938–2013), US-amerikanischer Boxer
- Luis Molina (Rugbyspieler) (* 1959), argentinischer Rugby-Union-Spieler
- Luis de Molina (1535–1600), spanischer jesuitischer Theologe
- Luis Molina Bedoya (1819–1873), guatemaltekischer Außenminister
- Luis Alfonso Márquez Molina (* 1936), venezolanischer Priester, Weihbischof in Mérida
- Luis Manuel Molina (* 1959), kubanischer Gitarrist und Komponist
- Luis Pedro Molina (* 1977), guatemaltekischer Fußballtorhüter

### M
- Maria de Molina (~1265–1321), Königin von Kastilien und León
- Maria Teresa Aguado Molina (* 1976), spanisch-deutsche Biologin und Kuratorin
- Mario Molina (Boxer) (* 1944), chilenischer Boxer
- Mario Molina (General), salvadorianischer General
- Mario Alberto Molina Palma (* 1948), panamaischer Ordensgeistlicher, Erzbischof von Los Altos Quetzaltenango-Totonicapán
- Mario J. Molina (1943–2020), mexikanischer Chemiker, Nobelpreisträger
- Martín Molina (* 1994), spanischer Boxer und Europameister
- Mauricio Molina (Golfspieler) (* 1966), argentinischer Golfspieler
- Mauricio Molina (* 1980), kolumbianischer Fußballspieler
- Mauricio Molina (Radsportler) (* 2001), chilenischer Radrennfahrer
- Mercedes de Jesús Molina (1828–1883), ecuadorianische Missionarin und Mystikerin
- Miguel Molina (Schwimmer) (* 1984), philippinischer Schwimmer
- Miguel Molina (Rennfahrer) (* 1989), spanischer Rennfahrer
- Miguel Molina Chamorro (* 1972), spanischer Politiker der AxSI
- Mishawn Molina (* 2005), Fußballspieler für Aruba

### N
- Nahuel Molina (* 1998), argentinischer Fußballspieler
- Natalia de Molina (* 1990), spanische Schauspielerin

### O
- Olivia Molina (* 1946), deutsch-mexikanische Sängerin
- Óscar Molina (Fußballspieler), chilenischer Fußballspieler
- Óscar Molina (Boxer) (* 1990), mexikanischer Boxer

### P
- Pablo Molina (Sänger), dominikanischer Sänger
- Pablo Molina (Lyriker) (* 1947), venezolanischer Lyriker
- Pablo Molina (Musiker) (1965–2023), argentinischer Reggaemusiker
- Pablo Molina Álvarez (* 1995), spanischer Fußballspieler
- Pablo Molina Diaz (* 1986), spanisch-schweizerischer Fußballspieler
- Pamela Molina (* 1965), chilenische Aktivistin für die Rechte gehörloser und hörgeschädigter Menschen
- Papa Molina (1925–2020), dominikanischer Komponist
- Pedro Molina y Sotomayor (1781–1842), argentinischer Politiker
- Pedro José Antonio Molina Mazariegos (1777–1854), guatemaltekischer Politiker, Staatschef 1929 bis 1930

### R
- Rafael Leónidas Trujillo Molina (1891–1961), dominikanischer Politiker, Staatschef 1930 bis 1938 und 1942 bis 1952
- Ralph Molina (* 1943), US-amerikanischer Musiker, Schlagzeuger der Rockband Crazy Horse
- Ramón Darío Molina Jaramillo (1935–2018), kolumbianischer Ordensgeistlicher, Bischof von Neiva
- Raúl de Molina (* 1955), kubanischer Fotograf
- Roberto Molina (* 1960), spanischer Segler
- Roberto Molina Pasquel (1908–1977), mexikanischer Diplomat
- Rocío Molina (* 1984), spanische Flamenco-Tänzerin und Choreografin

### S
- Salvatore Molina (* 1992), italienischer Fußballspieler
- Scott Molina (* 1960), US-amerikanischer Triathlet
- Silvia Molina (* 1946), mexikanische Schriftstellerin und Kulturfunktionärin
- Sonia Molina-Prados (* 1993), spanische Sprinterin

### T
- Tirso de Molina (1579–1648), spanischer Dramatiker

### V
- Vicente Molina Foix (* 1946), spanischer Schriftsteller, Übersetzer, Cineast und Dramaturg
- Vinicio Molina, australischer Parteifunktionär (Communist Party) und Gewerkschafter

### Y
- Yadier Molina (* 1982), puerto-ricanischer Baseballspieler